# ユイ (女優)
ユイ（朝: 유이、1988年4月9日 - ）は、韓国の女優。女性アイドルグループAFTERSCHOOLの元メンバー。大田広域市生まれ。成均館大学校演技芸術学科卒業。本名はキム・ユジン（金幽珍、朝: 김유진）。
父は元韓国プロ野球選手の金性甲。

## 来歴
1988年4月9日、大田広域市生まれ。
当初ユビン（後のWonder Girls）、チョン・ヒョソン（後のSecret）、G.NA、ヤン・ジウォンとともに「五少女」というグループを組んでいたが、デビューには至らず解散した。その後、2008年にユビンの友人としてテレビ出演した。
2009年4月、AFTERSCHOOLに加入。2017年5月31日に卒業した。卒業後も引き続き女優として活動している。

## 出演

### テレビドラマ
- 善徳女王（2009年、MBC） - 少女期の美室 役
- 美男ですね（2009年、SBS） - ユ・ヘイ 役
- 僕の彼女は九尾狐（2010年、SBS）
- バーディーバディ（2011年、TvN） - ソン・ミス 役
- 烏鵲橋の兄弟たち（2011年、KBS2） - ペク・チャウン 役
- 黄金の虹（2013年、MBC） - キム・ベグォン 役
- ホグの愛（2015年、TvN） - ト・ドヒ 役
- 上流社会（2015年、SBS） - チャン・ユナ 役
- デリル夫五作頭（2018年、MBC） - ハン・スンジュ 役
- 結婚契約 - カン・ヘス役
- たった一人の私の味方（2019年、KBS2） - キム・ドラン 役
- ゴースト・ドクター（2022年、tvN） - チャン・セジン 役
- O’PENing 2023～私たちが会えない理由1つ（2023年、tvN） - チョン・ウォニョン 役

### 音楽番組
- ミュージックバンク（2011年 - 2013年、KBS2） 司会

## 受賞歴
- MBC演技大賞 特別企画優秀演技賞（2013年）